# Arclin
Arclin is een plaats in Slovenië en maakt deel uit van de gemeente Vojnik in de NUTS-3-regio Savinjska. De plaats telde 503 inwoners op 1 januari 2020.